# Csengerújfalu
Csengerújfalu es un pueblo ubicado en el distrito de Csenger, en el condado de Szabolcs-Szatmár-Bereg, Hungría.

## Superficie
Posee una superficie de 25,61 kilómetros cuadrados.

## Demografía
Hasta 2019 la población era de 1051 habitantes, con una densidad de población de 41,04 habitantes por kilómetro cuadrado.